# 367. Infanterie-Division (Wehrmacht)
La 367. Infanterie-Division fu una divisione dell'esercito tedesco attiva durante la seconda guerra mondiale che venne creata nel 1943 e fu schierata prima sul fronte jugoslavo e poi lungo il fronte orientale dove fu distrutta nel 1945.

## Storia

### Formazione e fronte jugoslavo
La divisione fu costituita il 15 novembre 1943, presso l'Heeresgruppe F in Croazia, nella zona di Zagabria, dallo stato maggiore e l'intelaiatura della disciolta 330. Infanterie-Division e dal personale della 71. Infanterie-Division e della 297. Infanterie-Division, dalle quali prese soprattutto le reclute nate nel 1926, per la realizzazione dei reggimenti di granatieri. Venne schierata tra la Sava e la Drava e assunse compiti di sicurezza e protezione delle linee ferroviarie, ma si scontrò anche contro i partigiani a Krapinska e Toplice; i combattimenti contro le unità partigiane e le caratteristiche geografiche costrinsero la divisione, ad una guerra su piccola scala, per lo più in plotoni o compagnie. Dal 7 gennaio al 31 marzo 1944 per ragioni di mimetizzazione ed inganno la divisione e le sue unità furono denominate 330. Gebirgs-division ed eseguì diverse operazioni antipartigiane tra Zagabria e Varaždin, ma queste operazioni servivano anche a nascondere lo schieramento di truppe per un’azione contro l’Ungheria, in caso di defezione o ritiro dall’alleanza con il Reich, nonché l’instaurazione di un precauzionale fronte difensivo sulla linea tra Dugo selo e Varaždin. La divisione ha preso parte all'Operazione Margarethe e ha attraversato il confine ungherese il 17 marzo, l'occupazione avvenne senza problemi e senza alcun combattimento, infatti raggiunse Veszprém, Keszthely e la punta nordoccidentale del Lago Balaton.

### Fronte orientale
Il 1º aprile fu spostata sul fronte orientale, nella zona tra Burštyn e Rohatyn, venne nuovamente rinominata 367. Infanterie-Division e avanzò combattendo ad est del Dnestr, su Halyč e Tlumač. Entro la fine di aprile, la resistenza dell'armata rossa sulla divisione stava diventando sempre più forte ed i combattimenti sempre più pesanti, tanto che all'inizio di maggio passò sulla difensiva e subì molte vittime. Dal 6 luglio fu trasferita tramite ferrovia all'Heeresgruppe Mitte, passando per Brėst in direzione di Baranavičy; tuttavia il trasporto fu rallentato a causa degli atti di sabotaggio dei partigiani sui binari nonché dai danni agli impianti ferroviari causati dai raid aerei nemici. L'11 luglio le prime unità della divisione arrivarono e furono schierate a ovest di Slonim, Białystok, Krynki e Sokółka, subendo pesanti perdite. Altre parti raggiunsero la nuova linea difensiva tra Krypno, Knyszyn e Supraśl, dove fermò diversi attacchi sovietici subendo gravi perdite. Nel corso di agosto si ritirò nella sezione tra il Biebrza ed il Narew a Wizna, respingendo gli attacchi nemici e nell'ottobre 1944 incorporò i resti della 296. Infanterie-Division a Mały Płock. Dopo l'inizio del grande attacco sovietico contro la 4. Armee, il 22 ottobre 1944 venne spostata su ferrovia tra Gołdap, il Rospuda e Treuburg e successivamente venne schierata su una posizione difensiva, in preparazione di un attacco sovietico. Nel gennaio 1945, combatté a Olszanka, distruggendo 11 carri armati, ma perdendo 88 uomini (di cui 4 ufficiali). Durante il corso di gennaio riuscì a tenere Goldap, ma poi dovette essere rapidamente ritirata per evitare l'accerchiamento nemico. Si ritirò a Lötzen e poi venne schierata per la difesa di Königsberg, combattendo a Pillau, tuttavia l'attacco sovietico del 6 aprile portò alla caduta della città il 9 aprile 1945 e la divisione, pesantemente decimata, fu fatta prigioniera.

## Ordine di battaglia
- Grenadier-Regiment 974
- Grenadier-Regiment 975
- Grenadier-Regiment 976
- Divisions-Füsilier-Bataillon 367
- Artillerie-Regiment 367
- Pionier-Bataillon 367
- Feldersatz-Bataillon 367
- Panzerjäger-Abteilung 367
- Divisions-Nachrichten-Abteilung 367
- Divisions-Nachschubführer 367[1]

## Decorazioni
Alcuni soldati della 367. Infanterie-division furono premiati per le loro azioni in guerra:
- Croce di Cavaliere della croce di ferro: 2[2]

## Comandanti
- Generalmajor Georg Zwade (15 novembre 1943 - 10 maggio 1944)
- Generalmajor Adolf Fischer (10 maggio 1944 - 1º agosto 1944)
- Generalleutnant Hermann Hähnle (1° agosto 1944 - 9 aprile 1945)[1]